# Joseph Van Cauwenbergh
Pour les articles homonymes, voir Cauwenbergh.
Josephus (Joseph) Maria Gustavus Van Cauwenbergh, né le 6 novembre 1880 à Lierre et mort le 9 janvier 1954  à Berchem (Anvers) est un homme politique belge, membre du parti catholique.

## Biographie
Van Cauwenbergh fut docteur en droit (KUL, 1904) et notaire.
Il fut élu conseiller communal (1921-54), échevin (1921-28) et bourgmestre (1928-54) de Lierre; sénateur provincial de la province d'Anvers (1932-46).

## Généalogie
- Il fut le fils de Florent, sénateur (1841-1923) et Maria Criquillion (1850-).

## Sources
- Bio sur ODIS